# Jonathan Adams (acteur britannique)
Pour les articles homonymes, voir Jonathan Adams et Adams.
Jonathan Adams (né le 14 février 1931 à Northampton, mort le 13 juin 2005) est un acteur britannique.

## Filmographie
- 1975 : The Rocky Horror Picture Show
- 1977 : Jésus de Nazareth (mini-série)
- 1985 : Les Aventures de Sherlock Holmes (série télévisée) : Jonas Oldacre (ép. L'Entrepreneur de Norwood)
- 1987 : Howards' Way
- 1990 : Deux yeux maléfiques
- 1991 : Danny, le champion du monde
- 1981–1991 : Bergerac : Docteur Lejeune